# Lance Stroll
Lance Strulovitch, ismertebb nevén Lance Stroll (Montréal, 1998. október 29. –) kanadai–belga autóversenyző, a Formula–3 Európa-bajnokság 2016-os szezonjának győztese. Korábban a Ferrari és a Williams nevelőprogramjának tagja, majd 2017-től 2018-ig a Williams Formula–1-es csapatának pilótája volt. A legfiatalabb versenyző lett, aki debütáló évében dobogóra állhatott. Jelenleg az Aston Martin pilótája.

## Magánélete
Lawrence Stroll milliárdos kanadai üzletember és Claire-Anne Callens belga divattervezőnő fia. Egy lánytestvére van, Chloe Stroll. Édesapja résztulajdonosa az Aston Martin csapatának és  tulajdonosa a Circuit Mont-Tremblant pályának is.

## Pályafutása

### Gokart
Mint sok más versenyző, Lance Stroll is 10 éves korában kezdte meg autósportos karrierjét, gokartozással. Számos versenyt és bajnokságot nyert Kanadában és Észak-Amerikában.
2009-ben kiérdemelte az FIA "év újonca és az év pilótája" díját.
Ugyanebben az évben a Ferrari Driver Academy részévé vált, mindössze 11 évesen.

### Toyota Racing Series és az Olasz Formula–4-es bajnokság
2014-ben megnyerte az Olasz Formula–4-bajnokságot 5 pole pozícióval, 7 győzelemmel és 17 dobogóval. 2015-ben is diadalmaskodott az új-zélandi Toyota Racing Seriesben. A 16 versenyből 10 pódiumot szerzett, köztük 4 győzelmet.

### Formula–3 Európa-bajnokság

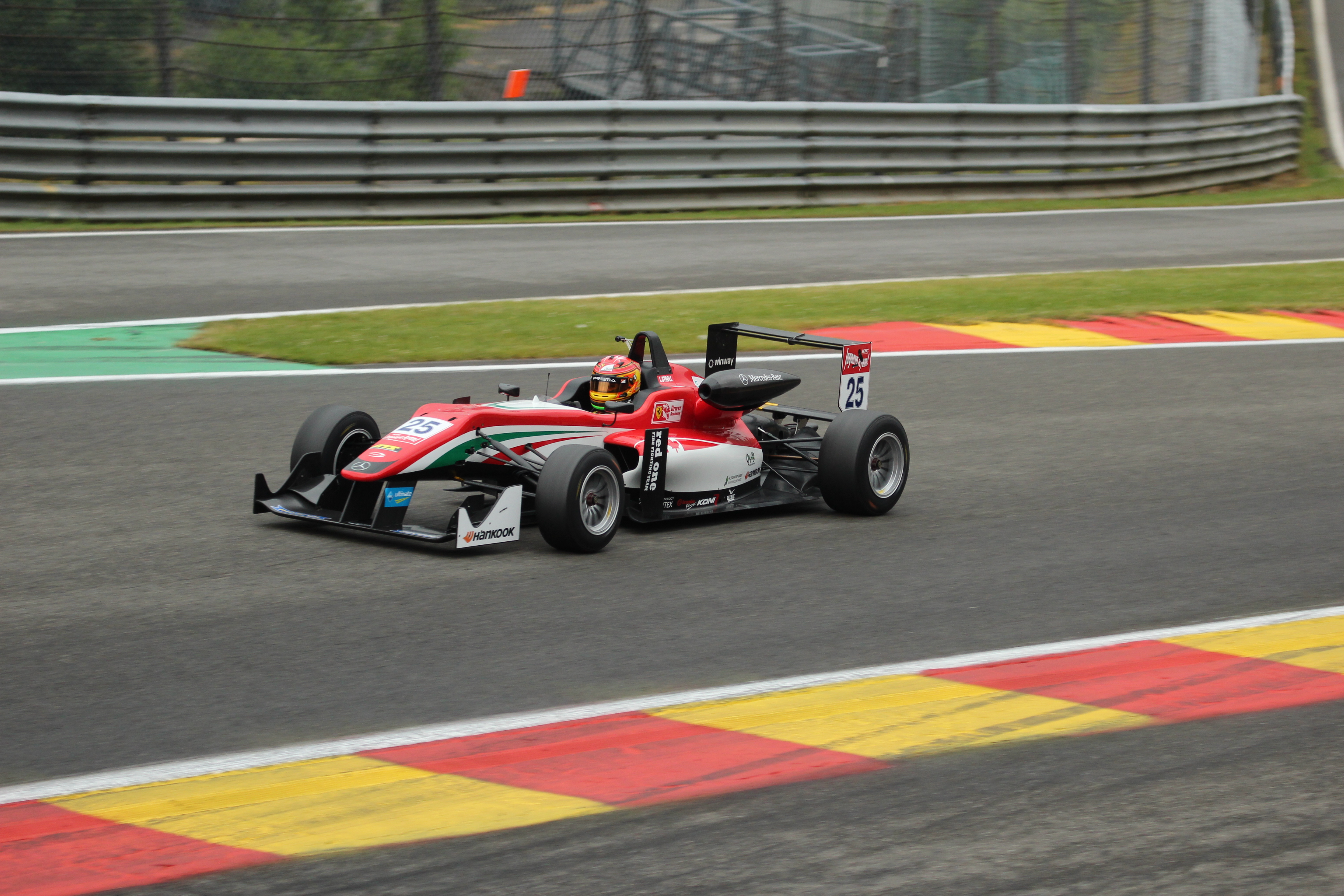
A 2016-os bajnokságon

A 2015-ös évben rajthoz állt a Formula–3 Európa-bajnokságban az olasz Prema csapatával. 22 versenyen pontot és 1 győzelmet szerzett a 33 futamos versenysorozatban a Dallara F312 Mercedes vezetésével. 2015. november 11-én bejelentették, hogy elhagyja a Ferrarit, hogy tesztelje a Williams Formula–1-es autóját és csatlakozzon a pilótanevelő programjához.
A 2016-ra maradt  a Prema Powerteam csapatánál a szériában amely során 11 győzelmet aratott, és az utolsó előtti versenyen az Imolában bebiztosította bajnoki címét, több mint 100 pont előnye volt a legnagyobb riválisa Maximilian Günther előtt.

### Formula–1
2016. november 3-án bejelentették, hogy Valtteri Bottas csapattársaként szerződtették a 2017-es Formula–1-es szezonra. Később miután Nico Rosberg bejelentette visszavonulását az FIA díjátadógáláján, Bottast kérték fel, hogy szerződjön a Mercedeshez és ezért Stroll csapattársa Felipe Massa maradt akinek a helyére eredetileg érkezett volna.

#### 2017

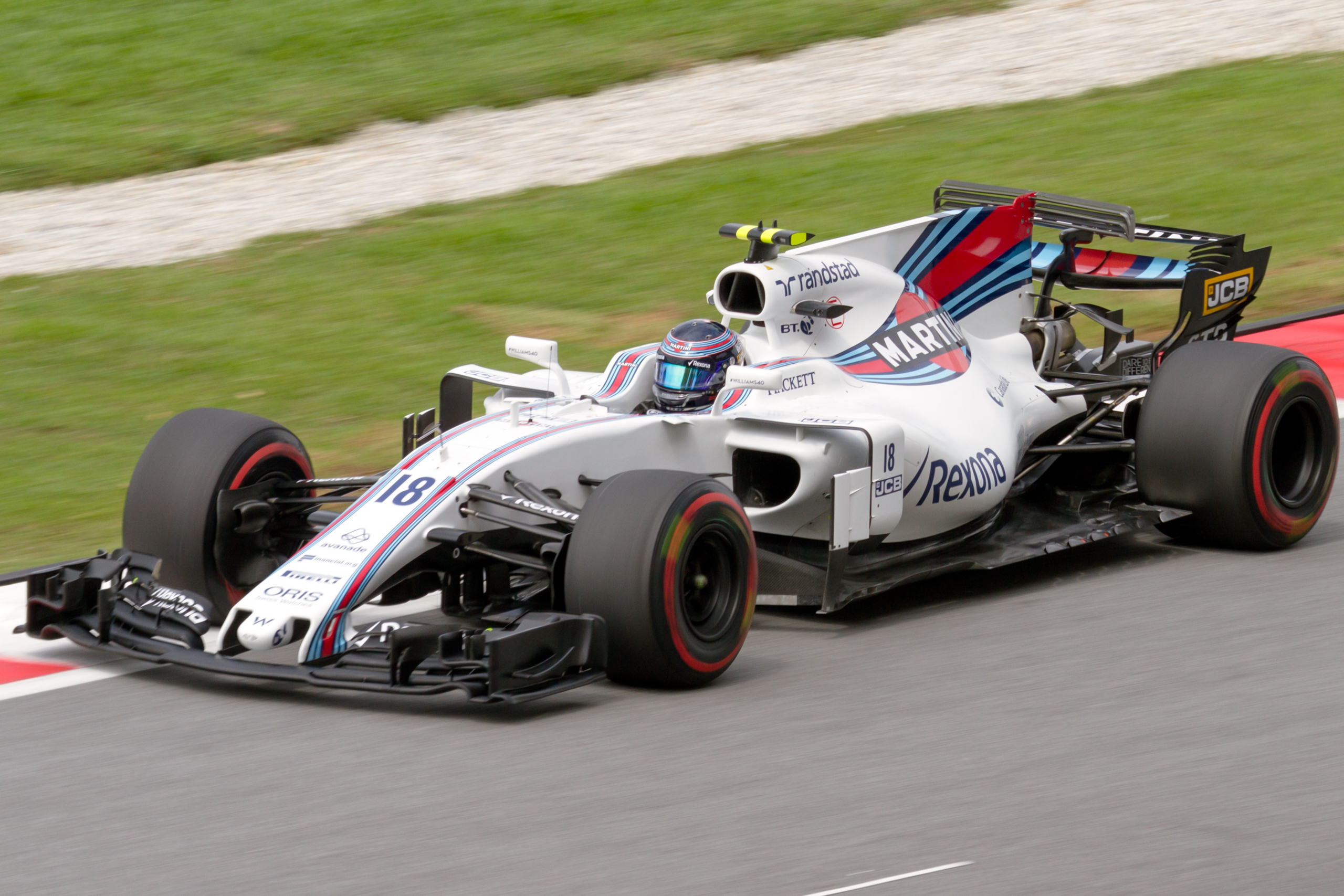
Stroll a 2017-es maláj nagydíjon.

2016. november 3-án a Williams Martini Racing bejelentette,hogy Stroll 2017-ben náluk fog versenyezni. Ő volt az első kanadai pilóta a világbajnok Jacques Villeneuve óta. Három kiesés  után Stroll első futamát  a negyedik versenyen Oroszországban fejezte be ahol 11.helyen ért célba a futam elején lévő baleset miatt. Spanyolországban 16. utolsó célba érőként fejezte be. Monacoban fékhiba miatt kiesett de összetettben még mindig 15. volt. Első pontjait hazai pályán szerezte meg ahol kitűnő versenyzéssel 9.lett a leintés után Lewis Hamilton is megtapsolta. Stroll első dobogóját a kaotikus azeri nagydíjon szerezte harmadikként ért célba ahol a véghajrában Bottas előzte meg. Ezzel 18 éves és 239 napos korában dobogóra állt a Formula–1-ben. 2017. szeptember 2-án az olasz nagydíj idömérőjén 4.helyet szerezte meg de a két Red-Bullos büntetése miatt 2.helyről rajtolhatott ezzel 18 évesen és 310 naposan a legfiatalabb első soros lett. A versenyen 7.lett. Mexicói nagydíjon születésnapján 6.helyről a 11. helyig csúszott viszont Ricciardo büntetése miatt Massa előtt újabb pontokat szerzett a szezonban.

#### 2018
2018-ra szerződést hosszabbított a csapattal, csapattársa a Formula–2-ből érkező Szergej Szirotkin lett. Az már az éveleji teszteken is látszódott, hogy a Williams egy nagyon gyenge konstrukciót épített. Azerbajdzsánban érte el a szezon folyamán legjobb eredményét amikor 8. lett. Hazai versenyén Kanadában, Brendon Hartley-val ütközött miután felrakta a falra agresszív védekezése közben. Továbbá Monzában tudott még pontot szerezni és azt is úgy, hogy Grosjean kizárásának köszönhetően a 9. pozícióba került, eredetileg 10. lett volna.

#### 2019
Miután édesapja és néhány kanadai, angol üzletember megvette a Force Indiát, 2019-től az új Racing Point F1 Team pilótája lett, Serigo Pérez csapattársaként.
Első pontjait a szezonban az idénynyitó ausztrál nagydíjon szerezte, ahol a 9. helyen végzett. A kínai nagydíjon nagy visszhangot váltott ki, amikor nyíltan bírálta a csapat stratégiáját, miután szerinte ennek köszönhetően bukott el pontszerző pozíciót, egymást követő második alkalommal. Hazája nagydíján a 17. rajtkockából indulva szerzett két pontot. Németországban a szezon legjobb teljesítményét nyújtva a negyedik helyen ért célba a futamon, ezzel 12 pontot szerzett. A szezon utolsó két versenyét nem tudta befejezni műszaki okok miatt, a bajnokságban összesítésben 21 ponttal a 15. helyen zárt, jelentősen elmaradva az 51 pontot gyűjtő Péreztől, aki az időmérő edzéseken is jobbnak bizonyult nála, 18-3 arányban.

#### 2020
A 2020-as szezonban is Sergio Pérez csapattársaként állt rajthoz a Racing Point színeiben. Az idény első futamán, az osztrák nagydíjon kilencedikként kvalifikálta magát, de a futamot motorhiba miatt fel kellett adnia. Ezt követően a Hungaroringen negyedik lett, majd az olasz nagydíjon harmadikként ért célba, ezzel pedig pályafutása során másodszor is dobogóra állhatott a Formula–1-ben. Az ezt követő toszkán versenyen is jó esélye volt, hogy dobogóra álljon, azonban defektet kapott és becsapodott a falba és kiesett.
A Németországban rendezett Eifel nagydíjat megelőzően pozitív koronavírus-tesztet produkált, így ki kellett hagynia a versenyt, ahol Nico Hülkenberg helyettesítette. Tíz napos izolációs időszakát letöltve a portugál nagydíjon ismét rajthoz állt, ott azonban ütközött Lando Norrisszal és kiesett. A török nagydíj hétvégéjén az esős körülmények közt megtartott időmérő edzésen megszerezte pályafutása első pole pozícióját, ezzel pedig ő lett az első kanadai versenyző, aki Formula–1-es futamot az élről kezdhet meg az 1997-es európai nagydíjat követően, ahol Jacques Villeneuve szerezte meg az első rajtkockát.

### Daytonai 24 órás verseny
2016-ban bemutatkozott a Daytonai 24 órás versenyen és egyben legfiatalabb versenyző lett aki indult ezen a futamon. Végül összetettben és kategóriában is az 5. helyen végzett.
2018-ban ismét indult a kínai Jackie Chan DCR Jota csapatával. A verseny nem sikerült valami jól 2016-hoz képest, mert összetettben a 15. kategóriában 11. lett.

## Eredményei

### Karrier összefoglaló
| Szezon | Bajnokság                  | Csapat                  | Versenyek   | Győzelmek   | Első rajtkocka | Leggyorsabb kör | Dobogós helyezés | Pont        | Helyezés    |
| ------ | -------------------------- | ----------------------- | ----------- | ----------- | -------------- | --------------- | ---------------- | ----------- | ----------- |
| 2014   | Florida Winter Series      | Karting KF1             | 12          | 0           | 0              | 0               | 2                | N/A         | N/A         |
| 2014   | Olasz Formula–4-bajnokság  | Prema Powerteam         | 18          | 7           | 5              | 11              | 13               | 331         | 1.          |
| 2015   | Toyota Racing Series       | M2 Competition          | 16          | 4           | 0              | 1               | 10               | 906         | 1.          |
| 2015   | Formula–3 Európa-bajnokság | Prema Powerteam         | 33          | 1           | 0              | 0               | 6                | 231         | 5.          |
| 2015   | Formula–1                  | Williams Martini Racing | Tesztpilóta | Tesztpilóta | Tesztpilóta    | Tesztpilóta     | Tesztpilóta      | Tesztpilóta | Tesztpilóta |
| 2016   | Formula–3 Európa-bajnokság | Prema Powerteam         | 30          | 14          | 14             | 13              | 20               | 507         | 1.          |
| 2016   | Formula–1                  | Williams Racing         | Tesztpilóta | Tesztpilóta | Tesztpilóta    | Tesztpilóta     | Tesztpilóta      | Tesztpilóta | Tesztpilóta |
| 2017   | Formula–1                  | Williams Racing         | 20          | 0           | 0              | 0               | 1                | 40          | 12.         |
| 2018   | Formula–1                  | Williams Racing         | 21          | 0           | 0              | 0               | 0                | 6           | 18.         |
| 2019   | Formula–1                  | Racing Point F1 Team    | 21          | 0           | 0              | 0               | 0                | 21          | 15.         |
| 2020   | Formula–1                  | Racing Point F1 Team    | 17          | 0           | 1              | 0               | 2                | 75          | 11.         |
| 2021   | Formula–1                  | Aston Martin            | 22          | 0           | 0              | 0               | 0                | 34          | 13.         |
| 2022   | Formula–1                  | Aston Martin            | 22          | 0           | 0              | 0               | 0                | 18          | 15.         |
| 2023   | Formula–1                  | Aston Martin            | 22          | 0           | 0              | 0               | 0                | 74          | 10.         |
| 2024   | Formula–1                  | Aston Martin            | 24          | 0           | 0              | 0               | 0                | 24          | 13.         |
| 2025   | Formula–1                  | Aston Martin            | 12          | 0           | 0              | 0               | 0                | 14          | 12*         |

### Teljes Toyota Racing Series eredménysorozata
| Év   | Csapat         | RUA | RUA | RUA | TER | TER | TER | HMP | HMP | HMP | TAU | TAU | TAU | TAU | MAN | MAN | MAN | Helyezés | Pont |
| ---- | -------------- | --- | --- | --- | --- | --- | --- | --- | --- | --- | --- | --- | --- | --- | --- | --- | --- | -------- | ---- |
| 2015 | M2 Competition | 1   | 4   | 1   | 1   | 3   | 3   | Ki  | 5   | 2   | 3   | 4   | 2   | 11  | 6   | 3   | 1   | 1.       | 906  |

### Teljes Formula–3 Európa-bajnokság eredménysorozata
(Táblázat értelmezése)

(Félkövér: pole-pozícióból indult; dőlt: leggyorsabb kört futott) 

| Év   | Csapat          | 1       | 2        | 3        | 4       | 5        | 6       | 7       | 8        | 9       | 10       | 11       | 12        | 13       | 14       | 15        | 16      | 17       | 18       | 19      | 20       | 21      | 22      | 23      | 24      | 25      | 26      | 27      | 28      | 29      | 30      | 31    | 32      | 33       | Helyezés | Pontok |
| ---- | --------------- | ------- | -------- | -------- | ------- | -------- | ------- | ------- | -------- | ------- | -------- | -------- | --------- | -------- | -------- | --------- | ------- | -------- | -------- | ------- | -------- | ------- | ------- | ------- | ------- | ------- | ------- | ------- | ------- | ------- | ------- | ----- | ------- | -------- | -------- | ------ |
| 2015 | Prema Powerteam | SIL 1 6 | SIL 2 4  | SIL 3 Ki | HOC 1 6 | HOC 2 14 | HOC 3 6 | PAU 1 9 | PAU 2 10 | PAU 3 4 | MNZ 1 11 | MNZ 2 Ki | MNZ 3 Kiz | SPA 1 31 | SPA 2 Ki | SPA 3 Kiz | NOR 1 8 | NOR 2 4  | NOR 3 26 | ZAN 1 4 | ZAN 2 Ki | ZAN 3 5 | RBR 1 4 | RBR 2 3 | RBR 3 5 | ALG 1 4 | ALG 2 3 | ALG 3   | NÜR 1 9 | NÜR 2 3 | NÜR 3 2 | HOC 1 | HOC 2 6 | HOC 3 Ki | 5.       | 231    |
| 2016 | Prema Powerteam | LEC 1   | LEC 2 Ki | LEC 3 5  | HUN 1 4 | HUN 2 8  | HUN 3   | PAU 1 9 | PAU 2 4  | PAU 3 2 | RBR 1 2  | RBR 2 1  | RBR 3 1   | NOR 1    | NOR 2    | NOR 3 1   | ZAN 1   | ZAN 2 Ki | ZAN 3 Ki | SPA 1   | SPA 2 Ki | SPA 3 4 | NÜR 1   | NÜR 2 1 | NÜR 3 2 | IMO 1 2 | IMO 2 1 | IMO 3 1 | HOC 1   | HOC 2 1 | HOC 3 1 |       |         |          | 1.       | 507    |

### Daytonai 24 órás autóverseny
| Év   | Csapat                   | Csapattárs                                      | Autó          | Kategória | Kör | Összetett Helyezés | Kategória Helyezés |
| ---- | ------------------------ | ----------------------------------------------- | ------------- | --------- | --- | ------------------ | ------------------ |
| 2016 | Ford Chip Ganassi Racing | Alexander Wurz Brendon Hartley Andy Priaulx     | Ford Riley DP | P         | 725 | 5.                 | 5.                 |
| 2018 | Jackie Chan DCR Jota     | Robin Frijns Daniel Juncadella Felix Rosenqvist | Oreca 07      | P         | 777 | 15.                | 11.                |

### Teljes Formula–1-es eredménysorozata
(Táblázat értelmezése)

(Félkövér: pole-pozícióból indult; dőlt: leggyorsabb kört futott) 

| Év   | Csapat       | 1      | 2      | 3      | 4      | 5      | 6       | 7      | 8       | 9      | 10     | 11     | 12     | 13     | 14     | 15     | 16     | 17      | 18     | 19      | 20      | 21     | 22     | 23     | 24     | Helyezés | Pont |
| ---- | ------------ | ------ | ------ | ------ | ------ | ------ | ------- | ------ | ------- | ------ | ------ | ------ | ------ | ------ | ------ | ------ | ------ | ------- | ------ | ------- | ------- | ------ | ------ | ------ | ------ | -------- | ---- |
| 2017 | Williams     | AUS Ki | CHN Ki | BHR Ki | RUS 11 | ESP 16 | MON 15† | CAN 9  | AZE 3   | AUT 10 | GBR 16 | HUN 14 | BEL 11 | ITA 7  | SIN 8  | MAL 8  | JPN Ki | USA 11  | MEX 6  | BRA 16  | UAE 18  |        |        |        |        | 12.      | 40   |
| 2018 | Williams     | AUS 14 | BHR 14 | CHN 14 | AZE 8  | ESP 11 | MON 17  | CAN Ki | FRA 17† | AUT 14 | GBR 12 | GER Ki | HUN 17 | BEL 13 | ITA 9  | SIN 14 | RUS 15 | JPN 17  | USA 14 | MEX 12  | BRA 18  | UAE 13 |        |        |        | 18.      | 6    |
| 2019 | Racing Point | AUS 9  | BHR 14 | CHN 12 | AZE 9  | ESP Ki | MON 16  | CAN 9  | FRA 13  | AUT 14 | GBR 13 | GER 4  | HUN 17 | BEL 10 | ITA 12 | SIN 13 | RUS 11 | JPN 9   | MEX 12 | USA 13  | BRA 19† | UAE Ki |        |        |        | 15.      | 21   |
| 2020 | Racing Point | AUT Ki | STY 7  | HUN 4  | GBR 9  | 70 6   | ESP 4   | BEL 9  | ITA 3   | TOS Ki | RUS Ki | EIF Vi | POR Ki | EMI 13 | TUR 9  | BHR Ki | SAK 3  | UAE 10  |        |         |         |        |        |        |        | 11.      | 75   |
| 2021 | Aston Martin | BHR 10 | EMI 8  | POR 14 | ESP 11 | MON 8  | AZE Ki  | FRA 10 | STY 8   | AUT 13 | GBR 8  | HUN Ki | BEL 20 | NED 12 | ITA 7  | RUS 11 | TUR 9  | USA 12  | MEX 14 | BRA Ki  | QAT 6   | SAU 11 | UAE 13 |        |        | 13.      | 34   |
| 2022 | Aston Martin | BHR 12 | SAU 13 | AUS 12 | EMI 10 | MIA 10 | ESP 15  | MON 14 | AZE 16† | CAN 10 | GBR 11 | AUT 13 | FRA 10 | HUN 11 | BEL 11 | NED 10 | ITA Ki | SIN 6   | JPN 12 | USA Ki  | MEX 15  | BRA 10 | UAE 8  |        |        | 15.      | 18   |
| 2023 | Aston Martin | BHR 6  | SAU Ki | AUS 4  | AZE 7  | MIA 12 | MON Ki  | ESP 6  | CAN 9   | AUT 9  | GBR 14 | HUN 10 | BEL 9  | NED 11 | ITA 16 | SIN Ni | JPN Ki | QAT 11  | USA 7  | MEX 17† | BRA 5   | LVS 5  | UAE 10 |        |        | 10.      | 74   |
| 2024 | Aston Martin | BHR 10 | SAU Ki | AUS 6  | JPN 12 | CHN 15 | MIA 17  | EMI 9  | MON 14  | CAN 7  | ESP 14 | AUT 13 | GBR 7  | HUN 10 | BEL 11 | NED 13 | ITA 19 | AZE 19† | SIN 14 | USA 15  | MEX 11  | BRA Ni | LVS 15 | QAT Ki | UAE 14 | 13.      | 24   |
| 2025 | Aston Martin | AUS 6  | CHN 9  | JPN 20 | BHR 17 | SAU 16 | MIA 16  | EMI 15 | MON 15  | ESP Vi | CAN 17 | AUT 14 | GBR 7  | BEL 14 | HUN 7  | NED    | ITA    | AZE     | SIN    | USA     | MEX     | BRA    | LVS    | QAT    | UAE    | 12.*     | 26*  |

* A szezon jelenleg is zajlik.
† A versenyt nem fejezte be, de helyezését értékelték, mert a versenytáv több, mint 90%-át teljesítette.